# Leda Rafanelli
Leda Rafanelli, dite la « Gitane anarchiste » (Pistoia, 4 juillet 1880, Gênes, 13 septembre 1971), est une femme de lettres italienne, militante anarchiste individualiste, féministe et antimilitariste.

## Biographie

### Vie familiale
Leda Rafanelli grandit dans une famille pauvre de la Livourne[Quoi ?]. En 1903, elle suit sa famille en Égypte, dans un séjour qui dure 3 mois, à la suite de l'incarcération de son père pour des déboires mineurs. Là elle fait la connaissance de réfugiés politiques anarchistes italiens qui sont nombreux à Alexandrie et au Caire et embrasse la cause libertaire et féministe. Dès son arrivée, Rafanelli collabore dans la revue Il Domani.
Elle se marie avec un militant anarchiste, Luigi Polli qu'elle rencontre autour de la Baracca Rossa. De retour en Italie, ils fondent ensemble une maison d'édition, « Edizioni Rafanelli-Polli ». Puis après quelques années de mariage, elle rencontre Giuseppe Monnani. Ils ouvrent à Milan en 1910 la Libreria Editrice Sociale, qui est pendant quelques années la plus grande édition anarchiste italienne. Celle-ci est néanmoins fermée par le régime fasciste italien.
Avant l' Italie fasciste de Mussolini, Leda Rafanelli fréquente le futur dictateur, alors socialiste, directeur de Avanti!  Les quarante lettres qu'il lui a envoyée seront rassemblées dans un livre publié en 1946, Une femme et Mussolini. Le dictateur se vantera d'avoir eu des relations intimes avec elle, ce qu'elle démentira toujours .  
Elle écrit ensuite pour des journaux comme La Blouse et La Donna Libertaria. Elle commence en parallèle une œuvre d'écrivain, comme romancière et poétesse. 
Elle affiche son opposition à la Première Guerre mondiale et maintient ses positions antimilitaristes. Elle poursuit ses activités politiques pendant et après la guerre jusqu'à ce que le régime de Mussolini l'arrête et interdise sa maison d'édition et les journaux pour lesquels elle travaillait. 
Après la Seconde Guerre mondiale, elle écrit pour le journal Umanità Nova et se consacre à son œuvre littéraire ainsi qu'à la calligraphie arabe.

### Amour pour la culture arabo-musulmane
Au cours de son voyage au Caire, elle se convertit à l'islam qu'elle pratiquera tout au long de sa vie. Sa conversion résulte d'une fascination pour le monde arabo-musulman. Ses premières années de pratique restent en conséquence très peu rigoureuses ; cela changera par la suite devenant de plus en plus rigoriste. Par delà l'islam, elle incorpore dans sa vie spirituelle d'autres spiritualités animistes ou plus localisées. D'après l'universitaire Antonella Mauri, Leda Rafanelli fut très silencieuse au sujet de sa pratique religieuse du fait de l'apparente contradiction avec ses opinions anarchistes. 
Elle porte également un grand intérêt pour la Kabbale Juive et les textes sacrés hindouistes.

## Opinions anarchistes, féministes, anticolonialistes avec la femme amoureuse de l'Afrique
Leda Rafanelli renie l'occident moderne le considérant comme une mauvaise chose dans sa globalité. Elle en rejette  le capitalisme et le modernisme. Ces deux objets sont liés du seul fait que le capitalisme repose sur l'innovation et donc sur l'apologie d'un progrès imaginaire mais concrètement recherché. De la même manière elle rejette les idéaux anarchistes occidentaux tel que les apports intellectuels de la Révolution française, l'esprit anti-religieux, le rationnel et le cartésianisme .
Cela fait dire à Antonella Mauri que sa conversion à l'islam résulte davantage d'un rejet de l'occident et donc de la culture judéo-chrétienne que d'une véritable conviction musulmane. Néanmoins cette conversion prend sens de plus en plus, Rafanelli devenant plus rigoriste, ce qui se manifeste jusque dans ses habitudes et l'habillement. En effet, en Italie, elle s'habille à la manière orientale ce qui est un indicateur de son adoption acritique de la culture arabo-musulmane. Elle s'identifie alors entièrement aux populations colonisées, ce qui l'amène a inventer volontairement de fausses histoires tel qu'un grand-père Gitan arabe ou une aventure avec un Ethiopien appelé Taamrat Emmanuel .
Ses premiers écrits en tant que femme féministe sont assez commun puisqu'elle utilise des héroïnes libérées et émancipées. Néanmoins avec le développement de son intérêt pour les colonisés son discours féministe évolue. Rafanelli construit une dualité manichéenne entre un occident avili par le modernisme et une société arabophone plus brute, moins moderne et de ce fait bien meilleure. Elle reprend ici les idées du contrat social de Jean-Jacques Rousseau en déterminant une société idéale pré-moderne. Le problème est que cette idéalisation sans nuance de la société arabe l'amène à stéréotyper ses personnages et ses figures ainsi qu'à reprendre une partie du discours colonialiste qui vise à dire que ces sociétés colonisés le sont par le manque de civilisation.
Cette façon de décrire la culture arabe résulte de deux choses : la première est qu'elle utilise cela pour incriminer une société européenne qu'elle trouve détestable et ainsi lui donner le reflet inverse; la seconde est qu'elle n'a probablement pas conscience des nuances et de toutes les critiques qui peuvent lui être adressées, au même titre que ce qu'elle fait à l'Europe. Cette absence de conscience critique est liée selon Mauri au fait qu'il est très difficile voire impossible en ne grandissant pas dans la société arabophone de comprendre toutes les violences inhérentes à ladite société. Ses amies en Egypte lui ont brossé un portrait heureux de leurs familles, pourtant il existait des violences du monde patriarcal. Cela l'amène à défendre une partie des violences faites aux femmes.
Elle est donc une femme foncièrement anticolonialiste, néanmoins, sa faible éducation et son fanatisme l'empêchent de ne pas reproduire ou créer des stéréotypes à l'endroit de la femme colonisée, en atteste la façon qu'elle a de décrire les Libyennes : « femmes sensuelles, indolentes, soumises, superstitieuses et impulsives ». Aussi, et à partir de la même manière de penser que les Européens colonisateurs, Leda Rafanelli dénie la possibilité d'un métissage entre européens et africains; cette union engendrerait un déséquilibre. Alors que la bibliothèque coloniale pense que c'est l'Africain ou l'Asiatique qui amènerait le désordre, chez l'Italienne anarchiste, c'est l'Européen.

## Publications

### Ouvrages
- Seme Nuovo (1908) [3]
- Bozzetti sociali (1910)[3]
- Incantamento (1921)[3]
- Donne e femmine (1922)[3]
- L'oasi (1929)[3]

### Revues
- La Rivolta (1910)[3]
- La Libertà (1913-1914)[3]